# 스포츠 일러스트레이티드 수영복 특집
스포츠 일러스트레이티드 수영복 특집(영어: Sports Illustrated Swimsuit Issue 스포츠 일러스트레이티드 스윔수트 이슈[*])은 미국의 잡지인 스포츠 일러스트레이티드에서 발행하는 연간 특집호이다. 이색적인 풍경에서 수영복을 입은 모델이 잡지 커버를 장식하는 게 특징이다. 역대 특집호 커버를 작성한 모델은 모두 여성이었다. 그렇기에 본 특집호 커버를 장식하는 게 여성 모델들에게는 '성공'을 상징하기도 한다.
1964년에 첫 발행되었으며, 비키니 양성화·대중화에도 일조했다. 최다 판매호는 1989년에 발매된 25주년 기념 특집호로, 캐시 아일랜드가 표지를 장식했다. 매년 2월 중·하순에 발행되었으나, 2019년부터는 매년 5월에 발행되고 있다.

## 역대 커버 모델
- 1964: 바베트 마치
- 1965: 슈 피터슨
- 1966: 써니 빕퍼스
- 1967: 마릴린 틴달
- 1968: 투리아 마우
- 1969: 재미 베커
- 1970: 셰릴 티그스
- 1971: 타니아 루니아노
- 1972: 셸리아 로스코
- 1973: 데일 해던
- 1974: 앤 사이먼턴
- 1975: 셰릴 티그스
- 1976: 이베뜨 & 이본 실밴더
- 1977: 레나 캔스보드
- 1978: 마리아 주앙
- 1979~81: 크리스티 브링클리
- 1982: 캐롤 알트
- 1983: 셰릴 티그스
- 1984~85: 폴리나 포리스코바
- 1986~88: 엘 맥퍼슨
- 1989: 캐시 아일랜드
- 1990: 주딧 마스코
- 1991: 애슐리 리차드슨
- 1992: 캐시 아일랜드
- 1993: 벤델라 커시봄
- 1994: 캐시 아일랜드, 엘 맥퍼슨, 레이철 헌터
- 1995: 다니엘라 페스토바
- 1996: 발레리아 마사, 타이라 뱅크스
- 1997: 타이라 뱅크스
- 1998: 하이디 클룸
- 1999: 리베카 로메인
- 2000: 다니엘라 페스토바
- 2001: 엘사 베니테즈
- 2002: 야밀라 디아즈 라히
- 2003: 페트라 넴초바
- 2004: 베로니카 바레코바
- 2005: 캐럴린 머피
- 2006: 베로니카 바레코바, 엘 맥퍼슨, 리베카 로메인, 레이철 헌터, 다니엘라 페스토바, 엘사 베니테즈, 캐롤린 머피, 야밀라 디아즈 라히
- 2007: 비욘세 놀즈
- 2008: 머리사 밀러
- 2009: 바 라파엘리
- 2010: 브루클린 데커
- 2011: 이리나 샤크
- 2012~13: 케이트 업턴
- 2014: 니나 아그달, 릴리 앨드리지, 크리시 타이겐
- 2015: 해나 데이비스
- 2016: 론다 라우시, 헤일리 클로슨, 애슐리 그레이엄
- 2017: 케이트 업턴
- 2018: 대니엘 헤링턴
- 2019: 타이라 뱅크스, 카밀 코스텍, 앨릭스 모건
- 2020: 케이트 복, 재스민 샌더스, 올리비아 컬포
- 2021: 메건 더 스탤리언, 오사카 나오미, 레이나 블룸
- 2022: 킴 카다시안, 시에라, 메이 머스크, 유미 누
- 2023: 킴 페트라스, 마사 스튜어트, 메건 폭스, 브룩스 네이더
- 2024: 크리시 타이겐, 게일 킹, 헌터 맥그레이디, 케이트 업튼